# 梁承學
梁承學（1532年—1586年），字師顏，號心齋，山東東昌府聊城縣人，軍籍，明朝政治人物。

## 生平
山東鄉試第五十三名舉人。隆慶二年（1568年）中式戊辰科會試第二百六十五名，三甲第一百六十八名進士。除陝西延安府推官，擢南京工部主事，考滿，改戶部廣西司，榷稅九江，進山西司員外郎、浙江司郎中，改雲南司，主漕政，萬曆九年（1581年）七月擢陝西按察司副使，兵備鄜延，十一年九月被彈劾調簡。十四年卒，年五十五。

## 家族
曾祖梁能，驛丞；祖父梁璽，南京戶部主事；父梁相，新城知縣，贈戶部員外郎。前母李氏；母王氏。永感下。兄梁承祖、梁承宗。五子；梁衍祚，己卯舉人；梁衍胤，邑諸生；梁衍光、梁衍烈、梁衍禎。